# Noa Lang
Noa Noëll Lang (* 17. Juni 1999 in Capelle aan den IJssel, Niederlande) ist ein niederländischer Fußballspieler. Er steht beim italienischen Erstligisten SSC Neapel unter Vertrag und ist niederländischer Nationalspieler.

## Karriere

### Verein
Noa Lang ist Sohn eines Vaters aus Suriname und einer niederländischen Mutter sowie Cousin des niederländischen Nationalspielers Jeffrey Bruma. Der Stiefvater von Lang ist der in den Niederlanden aufgewachsene ehemalige marokkanische Nationalspieler Nordin Boukhari.
Noa Lang hatte mit dem Fußballspielen bei RSV HION in Rotterdam begonnen, bevor er innerhalb der Stadt zu Feyenoord Rotterdam, einem der größten Vereine in den Niederlanden, gewechselt war. 2013 schloss er sich der Nachwuchsakademie De Toekomst des Erzrivalen Ajax Amsterdam an. Am 3. April 2017 gab Lang beim 2:0-Heimsieg im Zweitligaspiel gegen die Zweitvertretung des FC Utrecht sein Debüt für die zweite Mannschaft der Amsterdamer. In der Folgezeit kamen weitere Spiele für die Zweitvertretung von Ajax zum Einsatz, ehe Noa Lang am 26. September 2018 beim 7:0-Auswärtssieg im KNVB-Beker gegen HVV Te Werve sein Pflichtspieldebüt für die erste Mannschaft absolvierte. Dort konnte er sich allerdings nicht durchsetzen. Im Wintertransferfenster der Saison 2019/20 folgte eine Leihe zum FC Twente Enschede, wo Lang bis zum Abbruch der Spielzeit – wegen der COVID-19-Pandemie wurde die Saison abgebrochen – regelmäßig zum Einsatz kam.
Anfang Oktober 2020 wurde Lang kurz vor Ende des aufgrund der COVID-19-Pandemie verlängerten Transferfensters für den Rest der Saison 2020/21 an den belgischen Erstdivisionär FC Brügge mit verpflichtender Kaufoption zum Ende der Saison ausgeliehen. Schnell erkämpfte sich Noa Lang einen Platz in der Stammelf der Brügger und wurde dabei als Außenstürmer (links sowie rechts) oder als hängende Spitze eingesetzt. Mit 16 Toren in der regulären Saison sowie in der Meisterrunde trug er zum Gewinn der belgischen Meisterschaft bei. Mitte September 2021 verlängerte der FC Brügge den bisher bis Sommer 2024 abgeschlossenen Vertrag bis Sommer 2025.
Am 20. Mai 2021 rief Lang nach dem Play-off-Spiel gegen den RSC Anderlecht, in dem Brügge belgischer Meister wurde, „Liever dood dan Sporting-Jood“ („Lieber tot als ein Sporting-Jude.“). (RSC Anderlecht bedeutet ausgeschrieben „Royal Sporting Club Anderlecht“). Die Disziplinarkommission des Königlich belgischen Fußballverbandes machte ihm dafür zur Auflage, bis zum 30. September 2021 ein Museum in Mechelen über die Deportation der belgischen Juden zu besuchen. Anderenfalls werde Noa Lang für zwei Spiele gesperrt. Er absolvierte diesen Besuch Anfang September 2021.
Lang behielt seinen Platz in der Stammformation auch in der Saison 2021/22 und trug mit sieben Toren sowie 14 Vorlagen zur Titelverteidigung bei. In der UEFA Champions League schied der FC Brügge allerdings nach der Gruppenphase aus. In diesem Wettbewerb erreichte der Verein in der Folgesaison das Achtelfinale, wo Benfica Lissabon Endstation bedeutete. In der Liga verpassten Noa Lang und der FC Brügge den erneuten Gewinn der Meisterschaft und mussten Royal Antwerpen den Vortritt lassen. Brügge selbst erreichte nur Platz 4 der Meister-Play-Off, so dass sich der Verein nur für die 2. Qualifikationsrunde der Conference League qualifizierte. Noah erzielte in der Saison 2022/23 neun Tore und gab sieben Vorlagen.
Mitte Juli 2023 wechselte er zum niederländischen Erstligisten PSV Eindhoven, bei dem er einen Vertrag mit einer Laufzeit von fünf Jahren abschloss.
Zwei Jahre später wechselte er nach Italien zum SSC Neapel.

### Nationalmannschaft
Noa Lang spielte sechsmal für die niederländische U16, zweimal für die U18-Nationalelf und sechsmal für die niederländische U19-Nationalmannschaft, mit der er an der Europameisterschaft 2017 in Georgien teilnahm. Nach ebenfalls sechs Einsätzen für die U20 debütierte er am 31. Mai 2019 beim 5:1-Sieg im Testspiel in Doetinchem gegen Mexiko für die niederländische U21-Nationalmannschaft.
Sein erstes Spiel für die A-Nationalmannschaft bestritt er am 8. Oktober 2021 beim WM-Qualifikationsspiel gegen die Lettland. Bei der Weltmeisterschaft 2022 in Katar gehörte er zum niederländischem Kader. Er wurde lediglich beim durch Elfmeterschießen verlorenen Viertelfinale gegen Argentinien eingesetzt, wo er kurz vor Ende der Verlängerung eingewechselt wurde.

## Erfolge
PSV Eindhoven 
- Niederländischer Supercupsieger: 2023
- Niederländischer Meister: 2023/24

 Ajax Amsterdam 
- Niederländischer Meister: 2018/19
- Niederländischer Pokalsieger: 2018/19
- Niederländischer Supercupsieger: 2019

 FC Brügge 
- Belgischer Meister: 2020/21, 2021/22 (FC Brügge)
- Gewinner belgischer Supercup: 2021, 2022 (FC Brügge)
- Nachwuchs-Fussballer der Pro League: 2020/21 (FC Brügge)[17]